# 古江 (広島市)
古江（ふるえ）は、広島県広島市西区にある、旧佐伯郡古田村の一部分をなす歴史ある地域である。古い時代に天皇がこの地に船を着けたという「古キ入江」の故事にちなみ名づけられた地名であるが、現在は海に接していない。さまざまな史跡が存在し、武家茶道で知られる上田宗箇流の家元も所在する。なお、ここでは町丁名に古江を冠する地域について扱う。古江上は一丁目から二丁目まであり、人口2,420人、世帯数939世帯、郵便番号733-0875（広島西郵便局管区）。古江新町は1,802人、777世帯、郵便番号733-0873（広島西郵便局管区）。古江西町は3,803人、1,519世帯、郵便番号733-0874（広島西郵便局管区）、。古江東町は2,672人、1,071世帯、郵便番号733-0872（広島西郵便局管区）。よって当地域の総人口は10,697人、世帯総数は4,306世帯。

## 地理
古江は広島市中心部（紙屋町）から西へ約3から5km、同市西区に位置する地域。地域は南向きの斜面であり、地域内をJR西日本山陽本線および広島電鉄宮島線が東西に走っている。西広島バイパスより北が古江上、広島電鉄宮島線より南が古江新町、そしてこの二地域に挟まれた中央部のうち西側が古江西町、東側が古江東町である。古江東町と古江新町の境界付近に古江駅がある。西で田方、東で高須、南で庚午、北西で古田台と接する。

## 歴史

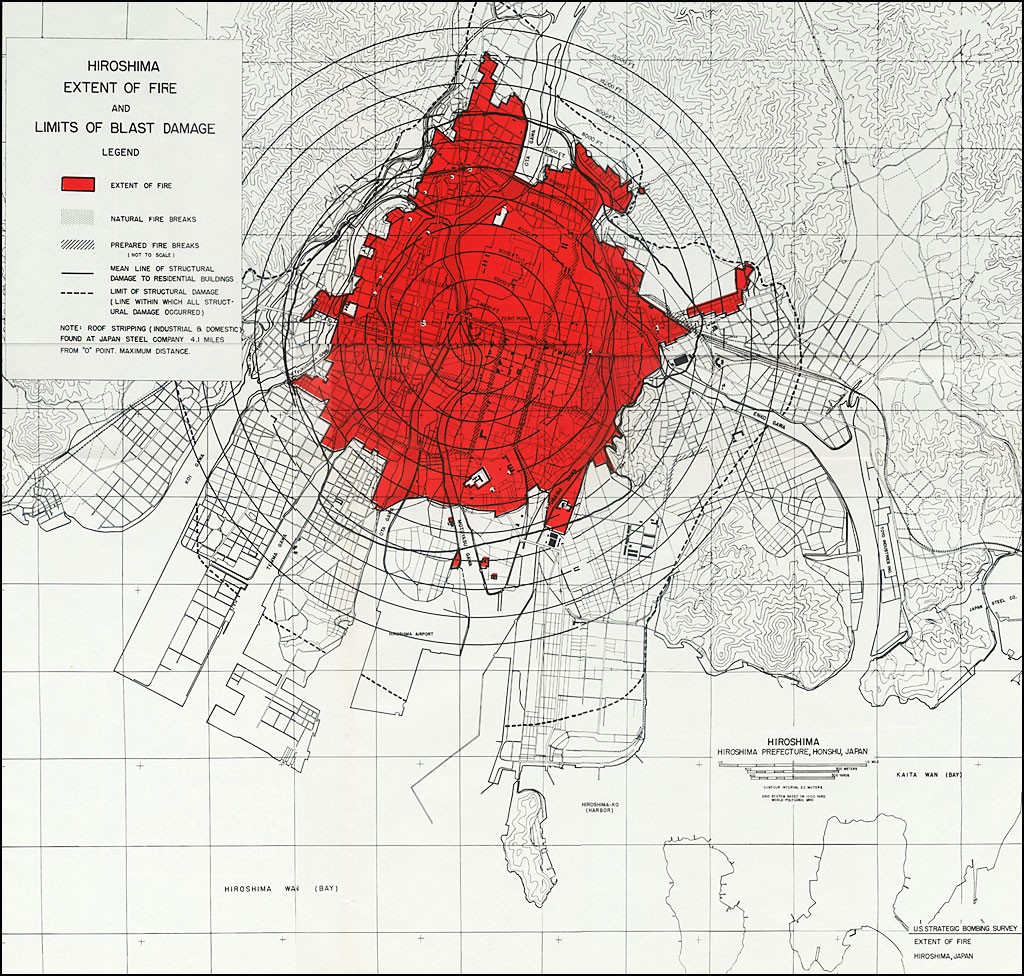
原爆による火災消失分布図 / 古江地区の全域が被爆火災による消失から免れたことがわかる。

### 沿革
以下の通り。
- 1889年4月1日 - 町村制発足により佐伯郡古江村・山田村が合併し佐伯郡古田村となる
- 1873年6月6日 - 古田尋常高等小学校（現在の古田小学校）創立
- 1922年8月22日 - 広島電鉄宮島線古江駅開業
- 1929年4月1日 - 古田村が広島市に編入され消滅。旧村域は同市「古田町」となり、後に古江などとなった。
- 1945年8月6日 - 広島市への原子爆弾投下。なお、古江地区の全域が被爆火災による消失から免れた。
- 1947年 - 古田尋常高等小学校が改称し、広島市立古田小学校となる
- 1956年2月8日 - 広島学院中学校の設置認可。同月、中学校校舎完成。
- 1956年4月 - 広島学院中学校開校
- 1971年8月11日 - 国道2号西広島バイパス、広島市西区観音本町 - 佐伯郡五日市町（現在の広島市佐伯区五日市）の暫定2車線供用

### 人口の変遷
総数 [戸数または世帯数：  、人口：  ]
| 1980年（昭和55年）12月末 | 2,341世帯 6,629人  |
| 1990年（平成2年）12月末  | 2,788世帯 7,754人  |
| 2000年（平成12年）12月末 | 3,747世帯 9,808人  |
| 2010年（平成22年）12月末 | 4,128世帯 10,346人 |
| 2013年（平成25年）10月末 | 4,306世帯 10,697人 |

## 交通

### バス
古江バスストップ（古江東町 北緯34度23分32.4秒 東経132度24分40.3秒）が西広島バイパスの本線上にある。

### 鉄道
広島電鉄宮島線古江駅（上り:古江東町 北緯34度23分10.4秒 東経132度24分40.53秒 / 下り:古江新町 北緯34度23分8.4秒 東経132度24分37.9秒）が地域南部にある。己斐本町にJR西日本山陽本線西広島駅（北緯34度23分52.2秒 東経132度25分40.72秒 / 北緯34.397833度 東経132.4279778度）、井口に同線新井口駅（北緯34度22分32.59秒 東経132度23分31.34秒 / 北緯34.3757194度 東経132.3920389度）があり、JRの最寄り駅となっている（どちらが近いかは場所によって異なる）。

### 道路
西広島バイパスが地域を東西に貫いている。また、広島県道71号広島湯来線が南北に貫いている。

## 施設

### 宗教施設
- 新宮神社（古江東町 北緯34度23分16.5秒 東経132度24分40.4秒）

泉津事解男命（よもつことさかのおのみこと）、伊邪那美命を祀る。元々は後述の「新宮の鼻」付近にあったと思われる岩窟内に祀られていたと伝わるが、延文年中に現在地に遷座。1995年に社殿を西向きから南向きに移築した。
- 誓立寺（せいりゅうじ、古江東町 北緯34度23分21秒 東経132度24分40.5秒）

発祥は甲斐国巨摩郡原田庄の圓明院（えんめいいん）として武田信光の三男が出家し開山。弘安年中に安芸国佐東郡西原に一宇を造営して粟原山尾喰寺と号す。時宗であったが永正年中に真宗に改宗し清立坊と号す。慶長年中に立町に移転。1623年から誓立寺を名乗る。被爆後の1948年、現在の場所に移転。江戸時代に開いた塾、幻華庵（げんげあん）で浄土真宗の高僧、雲幢（うんどう）が教鞭をとった。1873年に幻華庵を校舎として元興館（げんこうかん）が開校。古田小学校のもとになった。
- 福蔵寺（古江上一丁目 北緯34度23分36.1秒 東経132度24分33.8秒）

子宝を願って多くの人が参詣した寺であり、「子宝地蔵」「おびし地蔵」と呼ばれる。浅野直道が建立した、「蒲冠者源範頼廟」（かばのかんじゃみなもとののりよりびょう）と書かれた五重塔が、本堂裏にある。鐘つき堂は被爆建造物であり、1905年竣工、1985年改修。
- 三輪明神広島分祠（古江上一丁目 北緯34度23分35.5秒 東経132度24分26.4秒）

大神神社のご神体山である三輪山から神木を譲り受けて大神神社の分霊を祀る神社。海軍中佐梶本顗の妻で三輪明神報本講社広島講元の梶本冨子らにより1966年仮拝殿（現在の同社祖霊社）へ鎮座、1973年に現在の神殿竣工。境内の教祖殿に梶本冨子の木彫神像を祀る。

### 幼稚園
- ちどり幼稚園（古江西町 北緯34度23分4.1秒 東経132度24分24.8秒）

幼稚園。
- 古田幼稚園（古江東町 北緯34度23分14.5秒 東経132度24分39.2秒）

ルドルフ・シュタイナーの教育論を取り入れた幼児教育を行っている幼稚園。1988年に建設された増築部はドイツでシュタイナー研究に取り組んだ建築家である村山雄一による設計であり、シュタイナーの教育思想が色濃く表れている。

### 学校
- 広島市立古田小学校（古江西町18番43号 北緯34度23分13.1秒 東経132度24分25.8秒）

市立小学校。現在の住所は「古江」だが、学校名は古江地区が広島市と合併する前の村名である佐伯郡古田村に由来する。
- 広島市立古田中学校（古江西町27番1号 北緯34度23分7.8秒 東経132度24分15.8秒）

市立中学校。古田小学校と同様に、学校名は古田村に由来する。古田村の村域を学区とし、校区内に、広島市立古田小学校・広島市立古田台小学校・広島市立山田小学校・広島市立高須小学校の4つの小学校を持つ。
- 広島学院中学校・高等学校（古江上一丁目630番地 北緯34度23分37.8秒 東経132度24分31.7秒）

中高一貫教育を提供する私立男子中学校・高等学校。イエズス会が終戦直後の広島に設立したカトリックの学校として知られる。

### その他
- 上田流和風堂（古江東町 北緯34度23分27.4秒 東経132度24分49.5秒）

上田重安（宗箇）を流祖とし、上田家に伝わる武家茶道の一流である上田宗箇流の茶寮。かつて広島城内にあった上田家上屋敷の茶室が再現されている。
- ふれあい花壇（古江東町 北緯34度23分9.9秒 東経132度24分39.6秒）

古江駅の空地が花壇として整備されている。

## 史跡

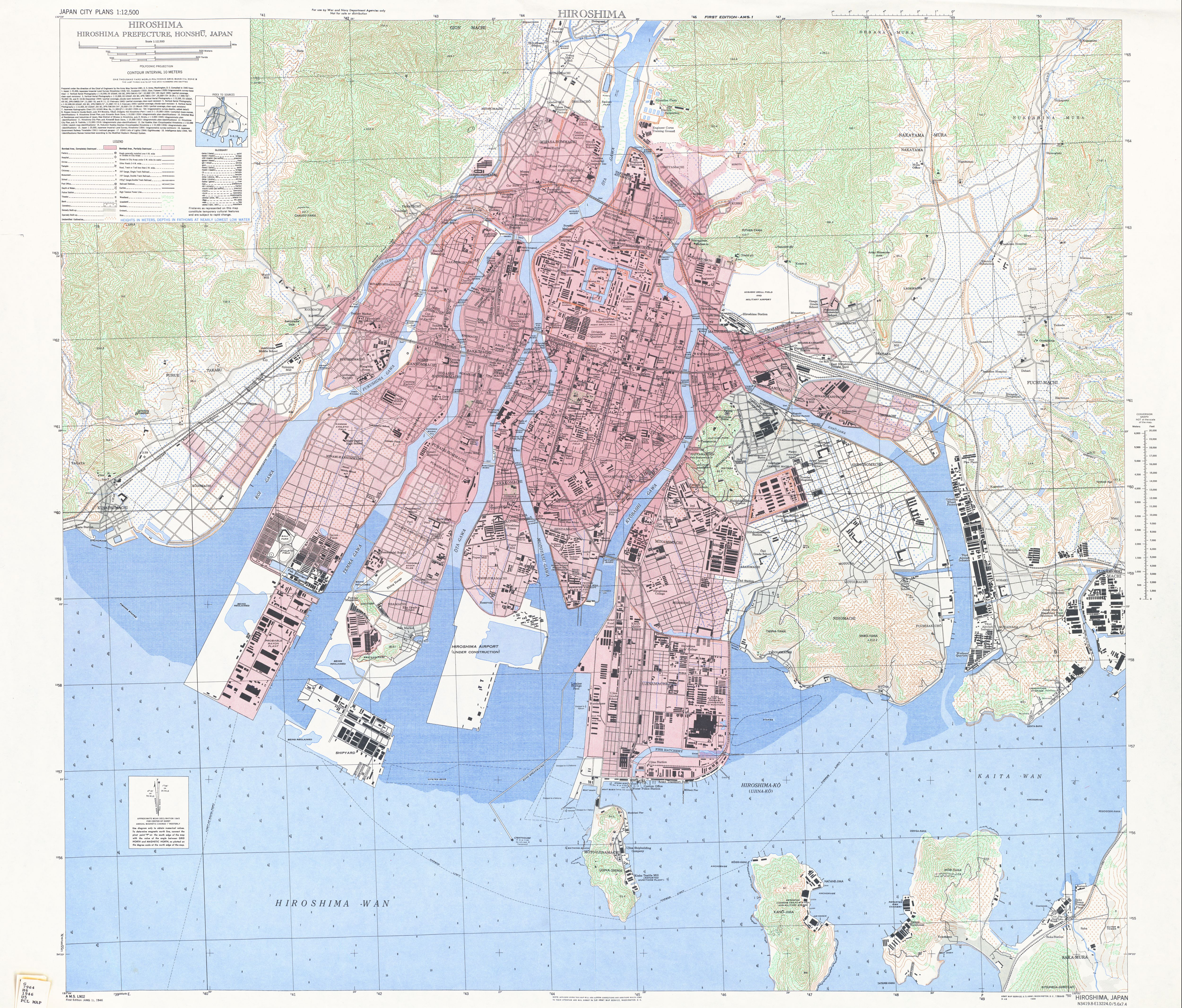
1945年アメリカ軍作成の広島市地図。住宅はまだ少なく、農業用地が多い。地域内を通る道路がSANYŌDŌ HIGHWAYと表記されている。

- 漕出（こぎいで・こぎで）

古江小学校の裏あたりが昔の海岸線であり、古くから港として使われ、神功皇后が三韓征伐の際にこの地に立ち寄り出陣したという伝説があり漕出と呼ばれていた。
- 古江西第一号貝塚遺跡（古江西町 北緯34度23分19.8秒 東経132度24分32秒）

現在はマンションになっている。縄文時代・弥生時代の土器・石器が見つかっている。また、奈良時代の建造物跡や硯のかけらなども発見された。
- 街道松跡（古江西町 古江郵便局地図）

古江郵便局付近には、1986年8月まで、西国街道の存在を示す街道松が残っていた。この道路は1945年にアメリカ軍が作成した広島市地図においてSANYŌDŌ HIGHWAYと記されており、当時としては比較的大きな道路であったことをうかがい知ることができる。
- 道路改修碑（古江西町 北緯34度23分9.6秒 東経132度24分31.2秒）

1910年4月、石内・伴・久地方面から広島市中心部へ物資を運ぶ役割を担っていた道路（広島県道71号広島湯来線）を、馬車が通れる広さに改修したときの記念碑。
- 四軒茶屋跡（古江西町 北緯34度23分9.9秒 東経132度24分30.7秒）

石内・伴・久地方面からの道路が西国街道と交わる地点にあった茶店の跡。
- 翠江園跡（古江上一丁目 北緯34度23分37.8秒 東経132度24分31.7秒）

広島藩主浅野家の別邸跡。庭の景色がすばらしく、翠江園と呼ばれていた。現在は広島学院中学校・高等学校となっており、このことから広島学院では、PTAに相当する組織を「翠江会」、OB会に相当する組織を「翠友会」と称する。
- 一楽山荘跡（古江東町 北緯34度23分26.8秒 東経132度24分44.8秒）

桃・桜の山があり、花見の名所だった。現在は住宅地になっている。
- 新宮の鼻（古江東町 北緯34度23分14.6秒 東経132度24分43.8秒）

昔は海に突き出た半島の先であり、目印とされた。